# ユージン・カメンカ
ユージン・カメンカ（Eugene Kamenka、1928年3月4日 - 1994年1月19日）は、オーストラリアの哲学者、社会思想家。オーストラリア国立大学元教授。

## 人物
ドイツのケルンに生まれ、1937年にオーストラリアへ移る。シドニー工業高校を経てシドニー大学へ進学。哲学者のジョン・アンダーソンの下で哲学を学び、首席の栄誉を得た。オーストラリア国立大学で博士論文「マルクス主義の倫理学的基礎」を提出し、同大学で教鞭をとった。
二番目の妻はシドニー大学の法哲学者アリス・イア-スーン・テイで、彼女と共に法哲学、比較法学関連の著作を数点発表した。
1994年、骨のがんで死去。

## 思想
ヨーロッパのマルクス主義をはじめとする革命的な現代思想の紹介者として知られ、特に1962年に出版された『マルクス主義の倫理学的基礎』が最も有名な著作である。晩年の著作はポストモダン思想に関するものが多かった。

## 著作

### 単著
- "The Ethical Foundations of Marxism" (1962年)
- "Marxism and Ethics" (1969年)
- "A World in Revolution?" (1970年)
- "The Philosophy of Ludwig Feuerbach" (1970年)
- "Nationalism: The Nature and Evolution of an Idea" (1976年)
- "The Portable Karl Marx" (1983年)
- "Bureaucracy" (1989年)

### 編著
- "Community as a Social Ideal(Ideas & Ideologies)" (1982年)

### 共編著
- （アリス・イア-スーン・テイ、ロバート・ブラウン）"Law and Society" (1978年)
- （アリス・イア-スーン・テイ）"Justice(Ideas & Ideologies)" (1979年)

## 邦訳
- （藤野渉・赤沢正敏）『マルクス主義の倫理学的基礎』（岩波書店、1965年）
- （木村雅昭）『マルクス主義と倫理学』（紀伊國屋書店、1970年）
- （足立幸男）『フォイエルバッハの哲学』（紀伊國屋書店、1978年）
- （西尾孝司）『人間の権利 その近代的形成と現代的展開』（未來社、1984年） ISBN 978-4-624-30047-0
- （田中成明・深田三徳監訳）『正義論』（未來社、1989年） ISBN 978-4-624-30063-0
- （土生長穂・文京洙）『社会的理想としての共同体』（未來社、1991年）ISBN 978-4-624-30069-2
- （森村進）『法と社会』（未來社、1993年） ISBN 978-4-624-30077-7